# Discografia di Chaka Khan
La discografia di Chaka Khan è composta da 13 album registrati in studio a partire dal 1978, 7 raccolte, 2 album dal vivo e 46 singoli. Oltre alla carriera da solista, Chaka Khan ha fatto parte dei Rufus (noti anche come i Rufus & Chaka Khan) per oltre dieci anni, pubblicando successi come Ain't Nobody e Sweet Thing.

## Album

### Album in studio
| Chaka - Pubblicazione: 12 ottobre 1978 - Etichetta: Warner                      | 12  | 2  | 74  | —  | —  | 50  | —  | —  | —  | —  | - Stati Uniti: Oro                        |
| Naughty - Pubblicazione: 26 marzo 1980 - Etichetta: Warner                      | 43  | 6  | —   | —  | —  | —   | —  | —  | —  | —  |                                           |
| Wat Cha' Gonna Do for Me - Pubblicazione: 15 aprile 1981 - Etichetta: Warner    | 17  | 3  | —   | —  | —  | —   | 42 | —  | —  | —  | - Stati Uniti: Oro                        |
| Echoes of an Era - Pubblicazione: 14 gennaio 1982 - Etichetta: Elektra/Musician | —   | —  | —   | —  | —  | —   | —  | —  | —  | —  |                                           |
| Chaka Khan - Pubblicazione: 17 novembre 1982 - Etichetta: Warner                | 52  | 5  | —   | —  | —  | —   | —  | —  | —  | —  |                                           |
| I Feel for You - Pubblicazione: 1 ottobre 1984 - Etichetta: Warner              | 14  | 4  | 71  | 27 | 17 | 25  | 22 | 9  | 14 | 15 | - Stati Uniti: Platino - Regno Unito: Oro |
| Destiny - Pubblicazione: 14 giugno 1986 - Etichetta: Warner                     | 67  | 24 | —   | —  | 50 | 49  | —  | 13 | 26 | —  |                                           |
| ck - Pubblicazione: 22 novembre 1988 - Etichetta: Warner                        | 125 | 17 | 115 | —  | —  | 72  | —  | —  | —  | —  |                                           |
| The Woman I Am - Pubblicazione: 14 aprile 1992 - Etichetta: Warner              | 92  | 9  | 159 | —  | —  | —   | —  | 40 | —  | —  |                                           |
| Come 2 My House - Pubblicazione: 21 luglio 1998 - Etichetta: NPG                | —   | 49 | —   | —  | —  | —   | —  | —  | —  | —  |                                           |
| ClassiKhan - Pubblicazione: 5 ottobre 2004 - Etichetta: Earthsong/AgU           | —   | 42 | —   | —  | —  | —   | —  | —  | —  | —  |                                           |
| Funk This - Pubblicazione: 25 settembre 2007 - Etichetta: Burgundy              | 15  | 5  | —   | —  | —  | —   | —  | —  | —  | —  |                                           |
| Hello Happiness - Pubblicazione: 15 febbraio 2019 - Etichetta: Diary, Island    | —   | —  | —   | —  | —  | 178 | —  | —  | 32 | 18 |                                           |
| "—" indica che l'album non si è classificato in quel Paese.                     |     |    |     |    |    |     |    |    |    |    |                                           |

### Album dal vivo
| S.O.U.L. - Pubblicazione: 22 febbraio 2011 - Etichetta: Sony Music           | 45 |
| Homecoming - Pubblicazione: 13 marzo 2020 - Etichetta: BMG Rights Management | —  |
| "—" indica che l'album non si è classificato in quel Paese.                  |    |

### Raccolte
| Life Is a Dance: The Remix Project - Pubblicazione: 15 giugno 1989 - Etichetta: Warner                       | —  | —  | 143 | 47 | 14 | - Regno Unito: Oro                    |
| The Remix Project: Greatest Hits - Pubblicazione: 28 novembre 1993 - Etichetta: Warner                       | —  | —  | 157 | —  | —  |                                       |
| Epiphany: The Best of Chaka Khan, Vol. 1 - Pubblicazione: 12 novembre 1996 - Etichetta: Reprise              | 84 | 22 | 125 | —  | —  | - Stati Uniti: Oro - Regno Unito: Oro |
| Dance Classics of Chaka Khan - Pubblicazione: 16 marzo 1999 - Etichetta: Warner Music Japan                  | —  | —  | —   | —  | —  |                                       |
| I'm Every Woman: The Best of Chaka Khan - Pubblicazione: 14 settembre 1999 - Etichetta: Reprise              | —  | —  | —   | —  | 62 |                                       |
| The Platinum Collection - Pubblicazione: 26 giugno 2006 - Etichetta: Warner Platinum/Rhino                   | —  | —  | —   | —  | —  |                                       |
| The Essential Chaka Khan - Pubblicazione: 7 novembre 2011 - Etichetta: Music Club Deluxe/Rhino               | —  | —  | —   | —  | —  |                                       |
| Japanese Singles Collection -Greatest Hits - Pubblicazione: 17 novembre 2021 - Etichetta: Warner Music Japan | —  | —  | —   | —  | —  |                                       |
| "—" indica che l'album non si è classificato in quel Paese.                                                  |    |    |     |    |    |                                       |

## Singoli
| Anno                                                                          | Titolo                                           | Classifiche | Classifiche | Classifiche | Classifiche | Classifiche | Classifiche | Classifiche | Classifiche | Classifiche | Classifiche | Classifiche | Certificazioni                            | Album di provenienza                         |
| Anno                                                                          | Titolo                                           | US          | US R&B      | US Dance    | AUS         | BEL         | CAN         | GER         | IRE         | NL          | NZ          | UK          | Certificazioni                            | Album di provenienza                         |
| ----------------------------------------------------------------------------- | ------------------------------------------------ | ----------- | ----------- | ----------- | ----------- | ----------- | ----------- | ----------- | ----------- | ----------- | ----------- | ----------- | ----------------------------------------- | -------------------------------------------- |
| 1978                                                                          | I'm Every Woman                                  | 21          | 1           | 30          | 27          | 20          | 38          | —           | 16          | 15          | 18          | 11          | - Stati Uniti: Argento - Regno Unito: Oro | Chaka                                        |
| 1979                                                                          | Life Is a Dance                                  | —           | 40          | 1           | —           | —           | —           | —           | —           | —           | —           | —           |                                           | Chaka                                        |
| 1980                                                                          | Clouds                                           | 103         | 10          | 31          | —           | —           | —           | —           | —           | —           | —           | —           |                                           | Naughty                                      |
| 1980                                                                          | Papillon (aka Hot Butterfly)                     | —           | 22          | 31          | —           | —           | —           | —           | —           | —           | —           | —           |                                           | Naughty                                      |
| 1980                                                                          | Get Ready, Get Set                               | —           | 48          | —           | —           | —           | —           | —           | —           | —           | —           | —           |                                           | Naughty                                      |
| 1981                                                                          | What Cha' Gonna Do for Me                        | 53          | 1           | 22          | —           | —           | —           | —           | —           | —           | 21          | —           |                                           | What Cha' Gonna Do for Me                    |
| 1981                                                                          | We Can Work It Out                               | —           | 34          | 22          | —           | —           | —           | —           | —           | —           | —           | —           |                                           | What Cha' Gonna Do for Me                    |
| 1981                                                                          | I Know You, I Live You                           | —           | —           | 22          | —           | —           | —           | —           | —           | —           | —           | —           |                                           | What Cha' Gonna Do for Me                    |
| 1981                                                                          | Any Old Sunday                                   | —           | 68          | —           | —           | —           | —           | —           | —           | —           | —           | —           |                                           | What Cha' Gonna Do for Me                    |
| 1983                                                                          | Got to Be There                                  | 67          | 5           | —           | —           | —           | —           | —           | —           | —           | —           | —           |                                           | Chaka Khan                                   |
| 1983                                                                          | Tearin' It Up                                    | —           | 48          | 26          | —           | —           | —           | —           | —           | —           | —           | —           |                                           | Chaka Khan                                   |
| 1983                                                                          | Best in the West                                 | —           | —           | —           | —           | —           | —           | —           | —           | —           | —           | —           |                                           | Chaka Khan                                   |
| 1984                                                                          | I Feel for You                                   | 3           | 1           | 1           | 4           | 8           | 2           | 4           | 14          | 12          | 2           | 1           | - Stati Uniti: Oro - Regno Unito: Oro     | I Feel for You                               |
| 1985                                                                          | This Is My Night                                 | 60          | 11          | 1           | —           | 12          | 85          | 47          | 7           | 20          | 34          | 14          |                                           | I Feel for You                               |
| 1985                                                                          | Through the Fire                                 | 60          | 15          | —           | —           | —           | —           | —           | —           | —           | —           | 77          |                                           | I Feel for You                               |
| 1985                                                                          | Eye to Eye                                       | —           | —           | —           | —           | —           | —           | —           | 12          | 43          | —           | 16          |                                           | I Feel for You                               |
| 1985                                                                          | (Krush Groove) Can't Stop the Street             | —           | 18          | 30          | —           | —           | —           | —           | —           | —           | —           | 80          |                                           | Krush Groove                                 |
| 1985                                                                          | Own the Night                                    | 57          | 66          | —           | —           | —           | —           | —           | —           | —           | —           | —           |                                           | Miami Vice                                   |
| 1986                                                                          | The Other Side of the World                      | —           | 81          | —           | —           | —           | —           | —           | —           | —           | —           | —           |                                           | Destiny                                      |
| 1986                                                                          | Love of a Lifetime                               | 53          | 21          | —           | —           | —           | 87          | —           | —           | 34          | —           | 52          |                                           | Destiny                                      |
| 1986                                                                          | Love of a Lifetime (Remix)                       | —           | —           | 11          | —           | —           | —           | —           | —           | —           | —           | —           |                                           | Destiny                                      |
| 1986                                                                          | Tight Fit                                        | —           | 28          | —           | —           | —           | —           | —           | —           | —           | —           | —           |                                           | Destiny                                      |
| 1986                                                                          | Earth to Mickey                                  | —           | 93          | —           | —           | —           | —           | —           | —           | —           | —           | —           |                                           | Destiny                                      |
| 1988                                                                          | It's My Party                                    | —           | 5           | —           | —           | —           | —           | —           | —           | —           | —           | 71          |                                           | ck                                           |
| 1989                                                                          | Baby Me                                          | —           | 12          | —           | —           | —           | —           | —           | —           | —           | —           | —           |                                           | ck                                           |
| 1989                                                                          | Soul Talkin                                      | —           | —           | —           | —           | —           | —           | —           | —           | —           | —           | —           |                                           | ck                                           |
| 1989                                                                          | I'm Every Woman (Remix)                          | —           | —           | 1           | 147         | 20          | —           | —           | 7           | 9           | —           | 8           |                                           | Life Is a Dance: The Remix Project           |
| 1989                                                                          | Ain't Nobody (Remix) (con i Rufus)               | —           | —           | 1           | —           | —           | —           | 9           | 8           | —           | —           | 6           |                                           | Life Is a Dance: The Remix Project           |
| 1989                                                                          | I Feel for You (Remix)                           | —           | —           | 1           | —           | —           | —           | —           | 1           | —           | —           | 45          |                                           | Life Is a Dance: The Remix Project           |
| 1992                                                                          | Love You All My Lifetime                         | 68          | 2           | 1           | 193         | —           | —           | —           | —           | —           | —           | 49          |                                           | The Woman I Am                               |
| 1992                                                                          | You Can Make the Story Right                     | —           | 8           | —           | —           | —           | —           | —           | —           | —           | —           | —           |                                           | The Woman I Am                               |
| 1992                                                                          | I Want                                           | —           | 62          | —           | —           | —           | —           | —           | —           | —           | —           | —           |                                           | The Woman I Am                               |
| 1993                                                                          | Don't Look at Me That Way                        | —           | —           | —           | —           | —           | —           | —           | —           | —           | —           | 73          |                                           | The Woman I Am                               |
| 1995                                                                          | Love Me Still                                    | —           | —           | —           | —           | —           | —           | —           | —           | —           | —           | —           |                                           | Clockers                                     |
| 1996                                                                          | My Funny Valentine                               | —           | —           | —           | —           | —           | —           | —           | —           | —           | —           | —           |                                           | Waiting to Exhale: Original Soundtrack Album |
| 1996                                                                          | Never Miss the Water (feat Me'Shell Ndegeocello) | 102         | 36          | 1           | 167         | —           | —           | —           | —           | —           | —           | 59          |                                           | Epiphany: Best of Vol. 1                     |
| 1998                                                                          | Spoon                                            | —           | —           | —           | —           | —           | —           | —           | —           | —           | —           |             |                                           | Come 2 My House                              |
| 1998                                                                          | Don't Talk 2 Strangers                           | —           | —           | —           | —           | —           | —           | —           | —           | —           | —           |             |                                           | Come 2 My House                              |
| 2007                                                                          | Angel                                            | 119         | 26          | —           | —           | —           | —           | —           | —           | —           | —           |             |                                           | Funk This                                    |
| 2007                                                                          | Disrespectful (feat Mary J. Blige)               | —           | —           | 1           | —           | —           | —           | —           | —           | —           | —           |             |                                           | Funk This                                    |
| 2007                                                                          | You Belong to Me (feat Michael McDonald)         | —           | 63          | —           | —           | —           | —           | —           | —           | —           | —           |             |                                           | Funk This                                    |
| 2008                                                                          | One for All Time                                 | —           | 35          | —           | —           | —           | —           | —           | —           | —           | —           |             |                                           | Funk This                                    |
| 2013                                                                          | It's Not Over (feat Lecrae)                      | —           | —           | 7           | —           | —           | —           | —           | —           | —           | —           |             |                                           | —                                            |
| 2018                                                                          | Like Sugar                                       | —           | —           | —           | —           | —           | —           | —           | —           | —           | —           |             |                                           | Hello Happiness                              |
| 2019                                                                          | Hello Happiness                                  | —           | —           | —           | —           | —           | —           | —           | —           | —           | —           |             |                                           | Hello Happiness                              |
| 2022                                                                          | Woman Like Me                                    | —           | —           | —           | —           | —           | —           | —           | —           | —           | —           |             |                                           | —                                            |
| "—" indica una pubblicazione non classificata o non pubblicata in quel Paese. |                                                  |             |             |             |             |             |             |             |             |             |             |             |                                           |                                              |

### Collaborazioni
| Anno                                                                          | Titolo                                                       | Classifiche | Classifiche | Classifiche | Classifiche | Classifiche | Classifiche | Classifiche | Classifiche | Classifiche | Classifiche | Classifiche | Album di provenienza                    |
| Anno                                                                          | Titolo                                                       | US          | US R&B      | US Dance    | AUS         | BEL         | CAN         | GER         | IRE         | NL          | NZ          | UK          | Album di provenienza                    |
| ----------------------------------------------------------------------------- | ------------------------------------------------------------ | ----------- | ----------- | ----------- | ----------- | ----------- | ----------- | ----------- | ----------- | ----------- | ----------- | ----------- | --------------------------------------- |
| 1978                                                                          | Stuff Like That (con Quincy Jones e Ashford & Simpson)       | 21          | 1           | —           | —           | —           | 23          | —           | —           | 24          | —           | 34          | Sounds...and Stuff Like That!!          |
| 1986                                                                          | Higher Love (con Steve Winwood)                              | 1           | —           | —           | 8           | 31          | 1           | 49          | 11          | 26          | 11          | 13          | Back in the High Life                   |
| 1989                                                                          | I'll Be Good to You (con Quincy Jones e Ray Charles)         | 18          | 1           | 1           | —           | 34          | 48          | 28          | 18          | 38          | 7           | 21          | Back on the Block                       |
| 1990                                                                          | The Places You Find Love (con Quincy Jones e Siedah Garrett) | —           | 39          | —           | —           | —           | —           | —           | —           | —           | —           | —           | Back on the Block                       |
| 1992                                                                          | Feels Like Heaven (con Peter Cetera)                         | 71          | —           | —           | —           | —           | —           | —           | —           | —           | —           | —           | World Falling Down                      |
| 1995                                                                          | Watch What You Say (con Guru)                                | —           | 93          | —           | —           | —           | —           | —           | —           | —           | —           | 28          | Jazzmatazz, Vol. 2: The New Reality     |
| 1996                                                                          | Missing You (con Brandy, Tamia e Gladys Knight)              | 25          | 10          | —           | —           | —           | —           | —           | —           | —           | 2           | —           | Set It Off                              |
| 1998                                                                          | Come On (con The New Power Generation)                       | —           | —           | —           | —           | —           | —           | —           | —           | —           | —           | —           | Newpower Soul                           |
| 1998                                                                          | The Longer We Make Love (con Barry White)                    | —           | —           | —           | —           | —           | —           | —           | —           | —           | —           | —           | Staying Power                           |
| 2000                                                                          | All Good? (con i De La Soul)                                 | 96          | 41          | 17          | 34          | 25          | —           | 76          | —           | 76          | —           | 33          | Art Official Intelligence: Mosaic Thump |
| 2001                                                                          | The Essence (con Herbie Hancock)                             | —           | —           | —           | —           | —           | —           | —           | —           | —           | —           | —           | Future2Future                           |
| 2005                                                                          | Give and Let Live (con Hope Collective)                      | —           | —           | —           | —           | —           | —           | —           | —           | —           | —           | —           | —                                       |
| 2010                                                                          | Soul Survivor (con Beverley Knight)                          | —           | —           | —           | —           | —           | —           | —           | —           | —           | —           | —           | 100%                                    |
| 2017                                                                          | Say a Prayer (con Tieks feat Popcaan)                        | —           | —           | —           | —           | —           | —           | —           | —           | —           | —           | —           | —                                       |
| 2023                                                                          | Tekken 2 (Bombay Circle Club feat Chaka Khan)                | —           | —           | —           | —           | —           | —           | —           | —           | —           | —           | —           | My Big Day                              |
| 2024                                                                          | Immortal Queel (con Sia)                                     | —           | —           | —           | —           | —           | —           | —           | —           | —           | —           | —           | Reasonable Woman                        |
| "—" indica una pubblicazione non classificata o non pubblicata in quel Paese. |                                                              |             |             |             |             |             |             |             |             |             |             |             |                                         |

### Altre apparizioni
- 1977 Take Me Back to Chicago (dall'album Chicago XI dei Chicago)
- 1981 Watergames, Julia e Robot Man (dall'album 1984 di Rick Wakeman)
- 1981 Better Now We're Friends (dall'album What's in a Name di Henry Gross)
- 1983 No See, No Cry (dalla colonna sonora di Superman III)
- 1989 Fever (dalla raccolta Rock, Rhythm & Blues)
- 1991 Someday We'll All Be Free (dall'album Music of Quality and Distinction Volume 2 dei British Electric Foundation)
- 1992 Time to Be Lovers (dalla colonna sonora di Beverly Hills 90210)
- 1993 Between the Sheets (dall'album Between the Sheets dei Fourplay)
- 1994 Miles Blowin (dalla colonna sonora di Scacco al re nero)
- 1995 Hot Fun in the Summertime (dall'album Tonin' dei Manhattan Transfer)
- 1995 Free Yourself (dalla colonna sonora di A Wong Foo, grazie di tutto! Julie Newmar)
- 1996 I'm Every Woman (live) (dall'album Sinbad's 2nd Annual Summer Jam: 70's Soul Music Festival)
- 1996 Raspberry (dalla raccolta One Voice: The Songs of Chage and Aska)
- 1996 Christmas Only Once a Year (dalla raccolta 12 Soulful Nights of Christmas)
- 1997 Summertime (dall'album Porgy & Bess di Joe Henderson)
- 1997 Pain (dalla colonna sonora di Living Single)
- 1998 Sweet Thing (new studio version) (dall'album New York Undercover: A Night at Natalie's)
- 1998 Free (dall'album GCS 2000 dei Graham Central Station e Prince)
- 1999 I'm Every Woman (live) (dall'album VH1 Divas Live/99 con Whitney Houston, Faith Hill, Brandy, LeAnn Rimes e Mary J. Blige)
- 2000 Have a Little Faith in Me (dalla colonna di Disappearing Acts)
- 2000 So Crazy for This Love (Cru-Cre Corroro), Living in Divine Time, Chaka Intro e It All Begins with Love (dall'album Living in Divine Time featuring Chaka Khan di Melissa Vardey)
- 2001 Your Amazing Grace (dall'album M² di Marcus Miller)
- 2002 Get My Party On (dall'album Lucky Day di Shaggy)
- 2002 What's Going On (live) e Ain't No Mountain High Enough (live) (con Montell Jordan) (dalla colonna sonora di Standing in the Shadows of Motown)
- 2004 Little Wing (con Kenny Olson) (dalla raccolta Power of Soul: A Tribute to Jimi Hendrix)
- 2004 Beautiful (dall'album At Last...The Duets Album di Kenny G)
- 2005 Back Again (dall'album Break Out dei Soulive)
- 2005 You Send Me (dall'album Thanks for the Memory: The Great American Songbook, Volume IV di Rod Stewart)
- 2007 Shining Star (dalla raccolta Interpretations: Celebrating the Music of Earth, Wind & Fire)
- 2007 Lullaby of Birdland e (If You Can't Sing It) You'll Have to Swing It (Mr. Paganini) (con Natalie Cole) (dalla raccolta We All Love Ella: Celebrating the First Lady of Song)
- 2010 Lowdown (con Mario Biondi) e The Song (dall'album Transatlantic R.P.M. degli Incognito)
- 2010 Alive (dall'album Drum n Voice Vol. 3 di Billy Cobham)
- 2010 The Song Goes On (con K.S. Chitha, Anoushka Shankar e Wayne Shorter) (dall'album The Imagine Project di Herbie Hancock)
- 2010 One More Try e Through the Fire (dall'album The Last Ai di Ai)
- 2011 High Wire - The Aerialist e I Loves You, Porgy (dall'album Forever dei Return to Forever)
- 2019 Help Me e Big Yellow Taxi (con La Marisou, James Taylor e Brandi Carlile) (dalla raccolta Joni 75: A Birthday Celebration)
- 2019 Nobody (con Ariana Grande) (dalla colonna sonora di Charlie's Angels)